# Jus esperneandi
Jus esperneandi (também escrito como jus sperniandi, jus esperniandi etc.) é uma expressão jocosa muito usada no meio jurídico, mas inexistente em latim. O significado da expressão é 'direito de espernear' ou ' direito de reclamar'. Esse falso latinismo alude ao espernear de uma criança inconformada com uma ordem dos pais. O termo, de uso por vezes criticado, é encontrado, ainda que raramente, na jurisprudência do Superior Tribunal de Justiça, aplicando-se, por exemplo, quando o direito de peticionar ou recorrer é exercido de forma abusiva, pela parte. Diz-se, então, que a parte está a exercer o seu jus sperniandi.